# En quête d'innocence

En quête d'innocence (The Suspect) est un téléfilm américain réalisé par Keoni Waxman et diffusé le 27 février 2006 sur Lifetime.

## Synopsis
Une femme, accusée à tort du meurtre de son mari, enquête et tente par tous les moyens de prouver son innocence et convaincre sa belle-fille qu'elle n'a pas tué son père.

## Fiche technique
- Titre original : The Suspect
- Réalisation : Keoni Waxman
- Scénario : Richard Leder
- Société de production : Nasser Entertainment Group
- Durée : 90 minutes
- Pays :  États-Unis

## Distribution
- Jamie Luner (VF : Gaëlle Savary) : Beth James
- Adrian Hough (VF : Guillaume Orsat) : Paul
- Christian Bocher (VF : Maurice Decoster) : Jerry Calhoun
- Taylor-Ann Reid (VF : Camille Donda) : Robin James
- Belinda Metz (en) (VF : Laurence Crouzet) : Inspecteur Rhodes
- Alfred E. Humphreys : Robert Owens
- Brock Johnson : Taggert
- John Tench (VF : Emmanuel Karsen) : Doug Zwick
- L. Harvey Gold : Pete Bronski
- Matthew Harrison : Avocat de la défense Green
- Aaron Pearl : Sergent Miller
- Nathaniel DeVeaux : Colonel Cowell
- Greg Rogers : Phil Gold
- Lindsay Bourne : Bill Roberts
- Roger Haskett : Commissaire-priseur
- Jessica King : Andrea
- Dax Belanger : Adjoint Steve
- Carlos Joe Costa : Adjoint George
- Kristina Copeland : Jane Clark

Sources et légende : Version française selon le carton de doublage français.